# Borinage
Le Borinage est une région belge de la Région wallonne située dans la province de Hainaut, à l'ouest et au sud-ouest de la ville de Mons. Elle s’étend jusqu’à la frontière franco-belge, à l'extrémité ouest du sillon Sambre-et-Meuse.
La région est un ancien site minier qui donnait jadis du charbon à l'affleurement, notamment dans la forêt Charbonnière. Les veines se prolongeaient au-delà de la frontière franco-belge, et du côtė français, le charbon était situé plus en profondeur, la surface étant recouverte de sédiments tertiaires. La technique évolua si bien que l'exploitation de charbonnages de taille considérable fit de cette région un des berceaux de la révolution industrielle après l'Angleterre.
Depuis la fusion des communes de 1977, la région historique a donné son nom à un arrondissement administratif incluant Mons et dénommé Mons-Borinage. Cet arrondissement est constitué de 13 communes : Boussu, Colfontaine, Dour, Frameries, Hensies, Honnelles, Jurbise, Lens, Mons, Quaregnon, Quévy, Quiévrain et Saint-Ghislain,.

## Toponymie
Le mot borain est attesté au moins à partir XVIIe siècle : on trouve vers 1645, à Mons, une maison à l'enseigne "Aux trois borennes", et en 1655, un procès-verbal de justice mentionne un "kar de borain". Borain est également mentionné en 1673 et en 1680 dans des requêtes concernant le commerce de la houille et la navigation sur la Haine. Des actes de concession du charbonnage de Bois-du-Luc, datés des 20 août et 17 décembre 1685, traitent des usages en place au Borinage.

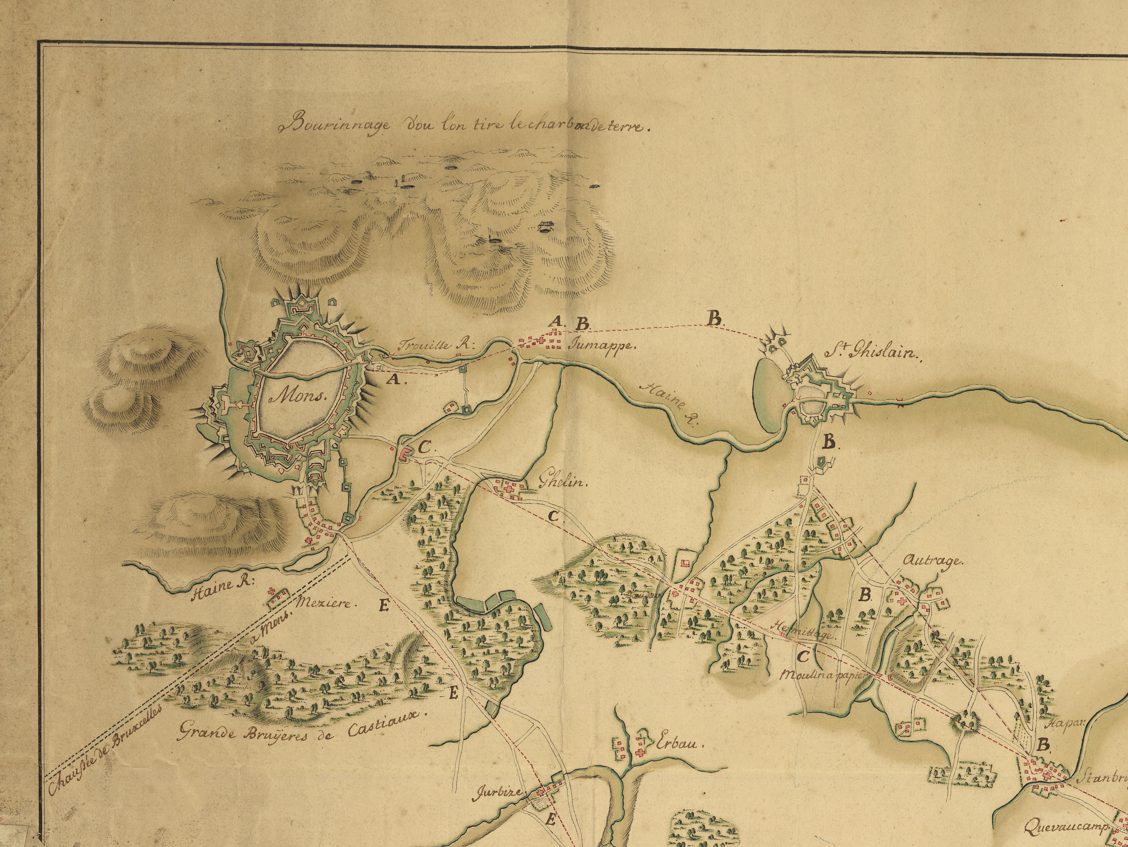
Détail d'une carte de la première moitié du XVIIIe siècle. Le nom "Bourinnage" y est repris.

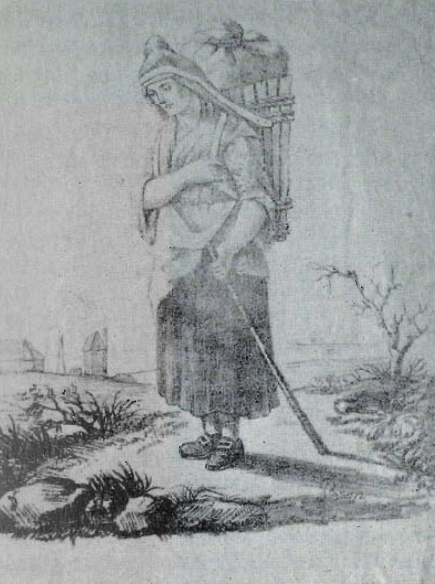
Lithographie de 1817 représentant une "boraine".

En 1789, ce sont des borennes qui sont embauchées par le chapitre de Sainte-Waudru pour porter les briques qui doivent servir aux travaux de l'église de Nimy. Sur une carte de la première moitié du XVIIIe siècle, la région au sud de Mons correspondant au Borinage actuel est décrite comme le « Bourinnage d'où l'on tire le charbon de terre [sic] ».
Antoine Gosse (1744-1794), historien originaire de Saint-Amand ayant vécu au XVIIIe siècle rapporte en son temps que Borinage est un terme dont « depuis peu on se sert [...] pour désigner le pays habité par eux [les Borains] », soutenant toutefois que le mot borain avait des origines plus anciennes.
Borain existe également comme nom de famille.
L'étymologie de Borinage est obscure et objet de multiples hypothèses.
- La ressemblance phonétique de la forme Bourinnage avec le verbe "bourrer" pourrait indiquer une étymologie commune. Ce mot s'apparente d'ailleurs au vocabulaire de la mine. On lui donnait en 1926 pour signification : "Exécuter le bourrage d'un trou de mine"[6]
- En 1805, borin est défini dans le Nouveau Dictionnaire François-Anglois comme "celui qui sort de la mine le charbon de la terre"[7].
- En 1850, Arthur Dinaux apparente borain aux Bures de la région de Liège, puits servant à l'extraction de la houille. Le Borain devenant alors "l'homme qui travaille au bure"[8]. Gonzalès Decamps réfute cette étymologie, soutenant que les bures étaient employées dans d'autres bassins miniers sans que les mots borains ou borinage n'y soient apparus, pointant également que les mineurs du Borinage n'auraient commencé à employer le mot bure qu'à partir de la fin du XVIIIe siècle[4].

- Cité par Arthur Dinaux, Louis L'Évêque de la Basse-Moûturie rapproche, au XIXe siècle, Borain du néerlandais boer (fermier)[8].
- En 1880, Eman Martin fait dériver Borinage d'une racine germanique, en le rapprochant morphologiquement et lexicalement de l'allemand bohren, de l'anglais to bore et du néerlandais booren, signifiant creuser[9].
- Vers 1990, Pierre Ruelle a proposé de lier Borin au mot Bourain, attesté en 1680 à Floreffe, qui serait alors un emprunt au flamand boer, comme suggéré par Louis L'Évêque de la Basse-Moûturie[10].

- En 1989, Maurice-Aurélien Arnould renforce l'hypothèse de Pierre Ruelle suggérant que le Borin ou la Borenne correspondent à des appellatifs liés à un personnage populaire transportant le charbon dans une hotte et le vendant au détail. Arnould se réfère notamment au Dictionnaire rouchi-français de Gabriel Antoine Joseph Hécart paru en 1834[11], lequel définit boreine comme "femme qui habite le borinache. Les borènes vont dans les villes environnantes chargées de hottes remplies d'allumettes, de terre houille, de terre bolaire rougeâtre, etc. [...]". Arnould insiste sur le fait que "boreine" n'est pas un terme inexorablement lié au charbon. Il se fonde également sur les événements de 1789, lors desquels le chapitre de Sainte Waudru engagea des "borennes" afin de transporter divers matériaux afin d'étayer son hypothèse[3].

## Géographie

### Délimitation géographique
Le Borinage est une région dont les confins varient selon le point de vue envisagé. Arthur Dinaux écrivait ainsi, en 1850 : "Borinage est le nom d'un canton de convention, situé entre Quiévrain et Mons, qu'on ne trouve mentionné dans aucune géographie, ni délimité sur aucune carte". Une affirmation à tempérer, du fait de l'existence d'une carte au XVIIIe siècle reprenant bien le nom "Bourinnage", au sud de Mons.
Plusieurs auteurs ont proposé différentes localisations pour ce Borinage. Pierre Ruelle en offrait une basée sur une continuité culturelle, et une autre, linguistique, celle du borain. Il ne considère ainsi que les communes de Hornu, Wasmes, Warquignies, Quaregnon, Pâturages, Wasmuël, Jemappes, Flénu et Cuesmes comme étant boraines ; en excluant Frameries et La Bouverie. Pierre Ruelle précisait aussi que "Ni les Borains ni les Montois ne considèrent Mons [...] comme faisant partie du Borinage". Gonzalès Decamps note que les habitants de Boussu, Dour, Wihéries et Élouges refusaient, au moins à son époque, d'être considérés comme Borains. Jacques Bourdon, contrastant avec Pierre Ruelle, proposait l'idée d'un "Borinage économique", assimilant Borinage et bassin houiller, dont la Haine marquerait la frontière Nord, et la région Hauts-Pays le Sud et le Sud-Ouest. Le Borinage a également été assimilé à l'ensemble administratif minier du Couchant de Mons. Suivant ce point de vue, le Borinage couvrirait l'ensemble des concessions houillères à l'Ouest de Mons, ajoutant aux communes citées précédemment Baisieux, Hensies, Montroeul, Thulin, Bernissart, Pommeroeul, Hautrage, Villerot, Tertre, Baudour et Ghlin. Jean Puissant décrit cette dernière possibilité comme une "extrapolation, étrangère à la réalité économique et sociale du XIXe siècle et du début du XXe siècle". Cette définition répondrait à un besoin de l'Office de redressement économique de susciter la relance économique dans le bassin houiller où, dès 1935, sévissaient les abandons des infrastructures minières. Suivant cette définition, Jean Puissant considère même qu'"il n'est plus possible d'appeler cet ensemble Borinage".
René Marlière opte pour une analyse sous les prismes social et culturel, voire ethnique. Il écrit : "La définition du Borinage doit [...] se faire par l'observation de la société boraine. [...] [Il] ne forme pas une entité géographique ou politique ou administrative ou économique. Il est une entité ethnique, un fait sociologique : c'est le pays des Borains. [Ils] possèdent leurs industries, leur folklore, leur patois, leurs mœurs, leurs sectes religieuses, leurs poètes, leurs artistes (peintres et lyriques), leurs problèmes sociaux, leurs réactions politiques propres, leurs joies bruyantes et leurs peines quotidiennes". Cette approche de René Marlière est partagée par Maurice-Aurélien Arnould, qui insiste sur le fait que "Le Borinage est avant tout un groupe social". Marlière et Arnould assimilent cette zone culturelle et sociale à un "Vieux Borinage", qu'ils font correspondre à la zone où apparut l'exploitation du charbon, situé au sud et sud ouest de l'axe Mons-Saint-Ghislain. Cette zone fait également écho à la zone linguistique et culturelle décrite par Pierre Ruelle.
La zone délimitée par l'agglomération industrielle boraine recoupe presque à l'identique les limites proposées par Marlière et Arnould, s'étendant au sud de la plaine de la Haine. Cette zone couvre précisément les communes de Frameries, Colfontaine, Quaregnon, Boussu et Dour, ainsi que strictement les localités de Jemappes et de Cuesmes sans s'étendre aux territoires de leurs communes respectives.

### Hydrographie
Le principal cours d’eau du Borinage est la Haine. Cette rivière parcourt la région d’est en ouest et récolte notamment les eaux de la Trouille à la limite actuelle de Jemappes et de Mons.
En effet, historiquement, avant la fusion des communes opérée en 1977, le territoire de Jemappes s'étendait jusqu'au quartier du Pont-Canal, juste avant l'avenue de Jemappes (en ce compris la rue Grand'-Route). Mais par la suite cette partie de Jemappes avait alors fait l'objet d'une urbanisation, et constituait un des faubourgs de Mons-Centre.
La limite entre Jemappes et Mons avait entre-temps disparu à la suite de la fusion de ces deux sections, afin de former l'actuelle ville de Mons.
Jusqu’à la fin des années 1960, le Borinage était également traversé par le canal Mons-Condé. Ce dernier a été rebouché au début des années 1970 et l’autoroute E19 a été construite sur son emplacement.

## Histoire

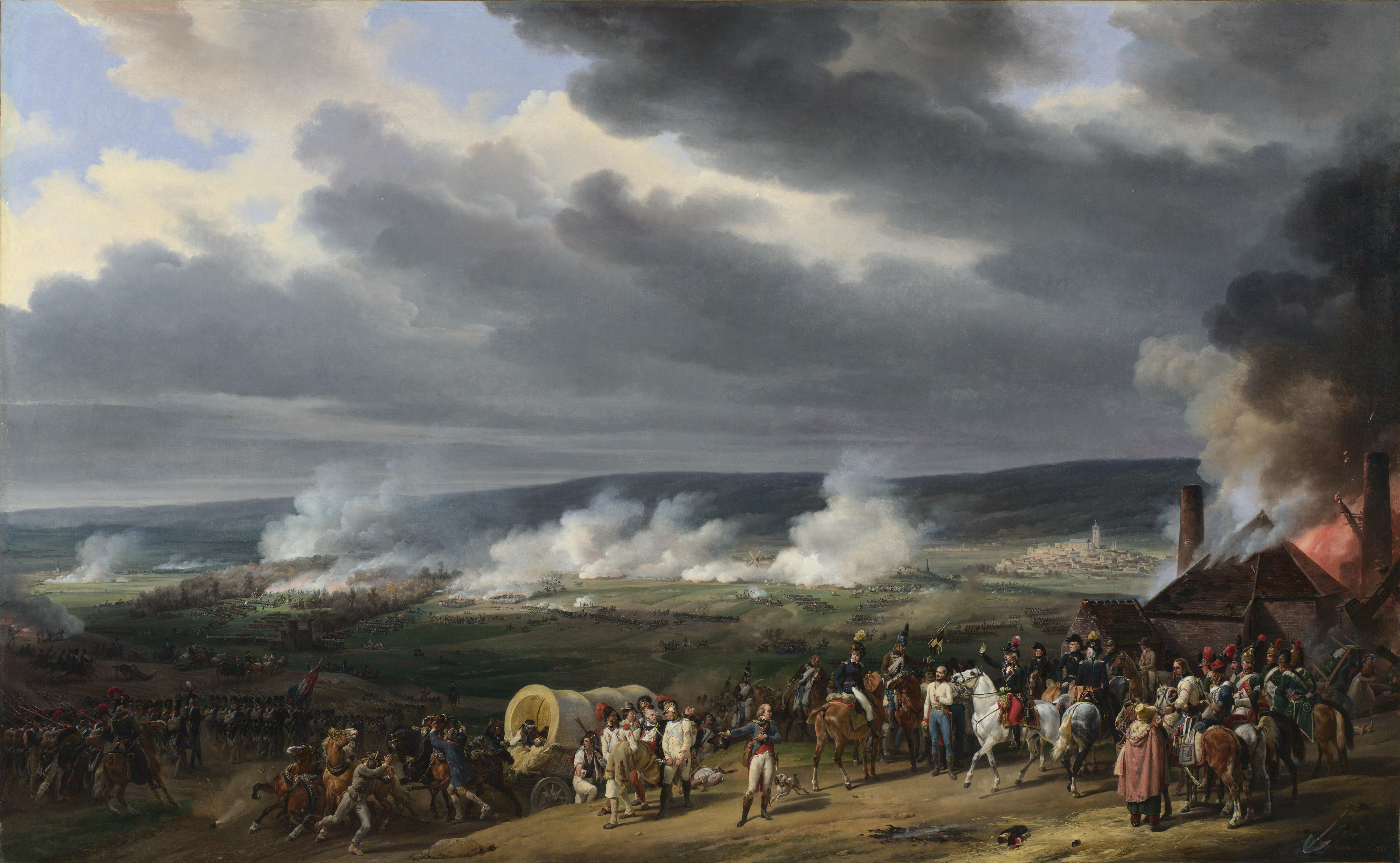
Bataille de Jemappes le 6 novembre 1792, par Henry Scheffer (1798-1862).

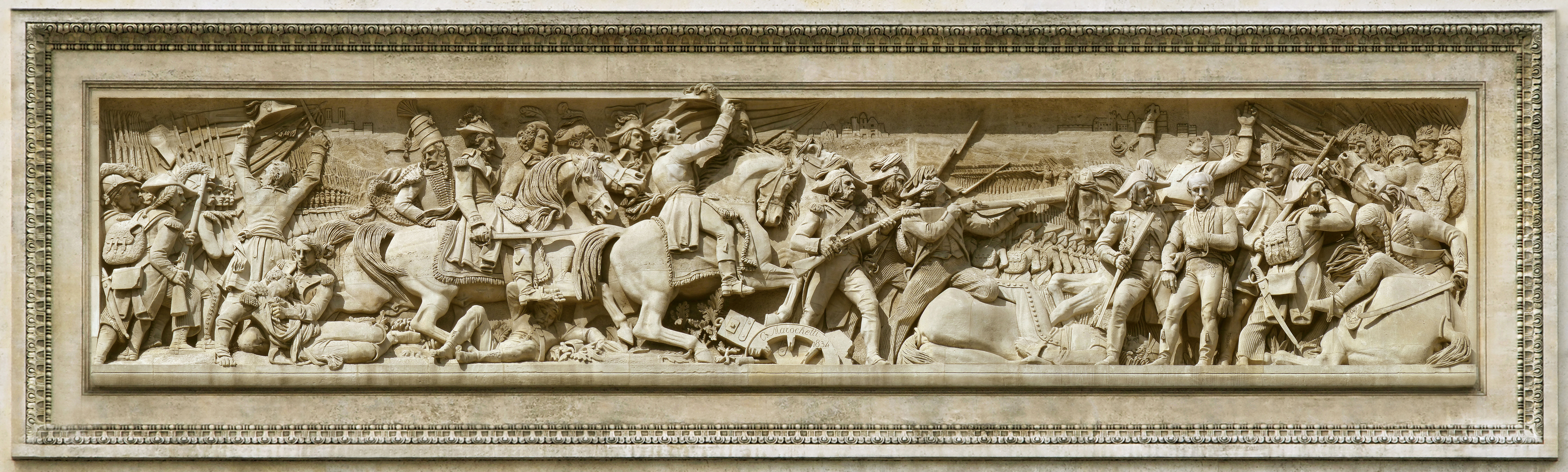
Bas-relief de la Bataille de Jemappes sur l'arc de triomphe de l'Étoile, à Paris, par Carlo Marochetti.

### Chronologie
- Vers 650 : fondation de l'Abbaye de Saint-Ghislain.
- En 1539 : début de la construction du château de Boussu, sous la direction de l'architecte Jacques Du Brœucq.
- En 1542 : naissance de Maximilien de Hénin-Liétard, comte de Boussu.
- En 1544 : le réformateur Pierre Brully prêche dans le Borinage.
- Le 24 juillet 1566 : les réformés montois organisent un prêche à Ghlin.
- Le 17 juillet 1572 : Bataille d'Hautrage entre protestants Français et Espagnols.
- En 1685 : des centaines de protestants borains s'expatrient vers le Brandebourg-Prusse et le Danemark à la suite de l'Édit de Potsdam.
- Vers 1700, François de Salignac de La Mothe-Fénelon, est à Eugies.
- Le 6 novembre 1792 : Bataille de Jemappes entre l'Autriche et la France.
- En 1810 : fondation des câbleries et corderies de Dour.
- En 1816 : début de la construction du complexe industriel du Grand-Hornu.
- En 1827 : édification de l'église protestante de Dour.
- Entre 1878 et 1880, Vincent van Gogh séjourne au Borinage comme évangéliste.
- En mars 1894 : la charte fondatrice du socialisme belge est adoptée à Quaregnon.
- En 1914 : la Bataille de Mons et du Borinage[21].
- En 1918 : arrêt des hostilités à la lisière nord de Mons[22].
- En 2007 : installation d'un des principaux data center européen[23] de Google à Saint-Ghislain.

### Industrie minière

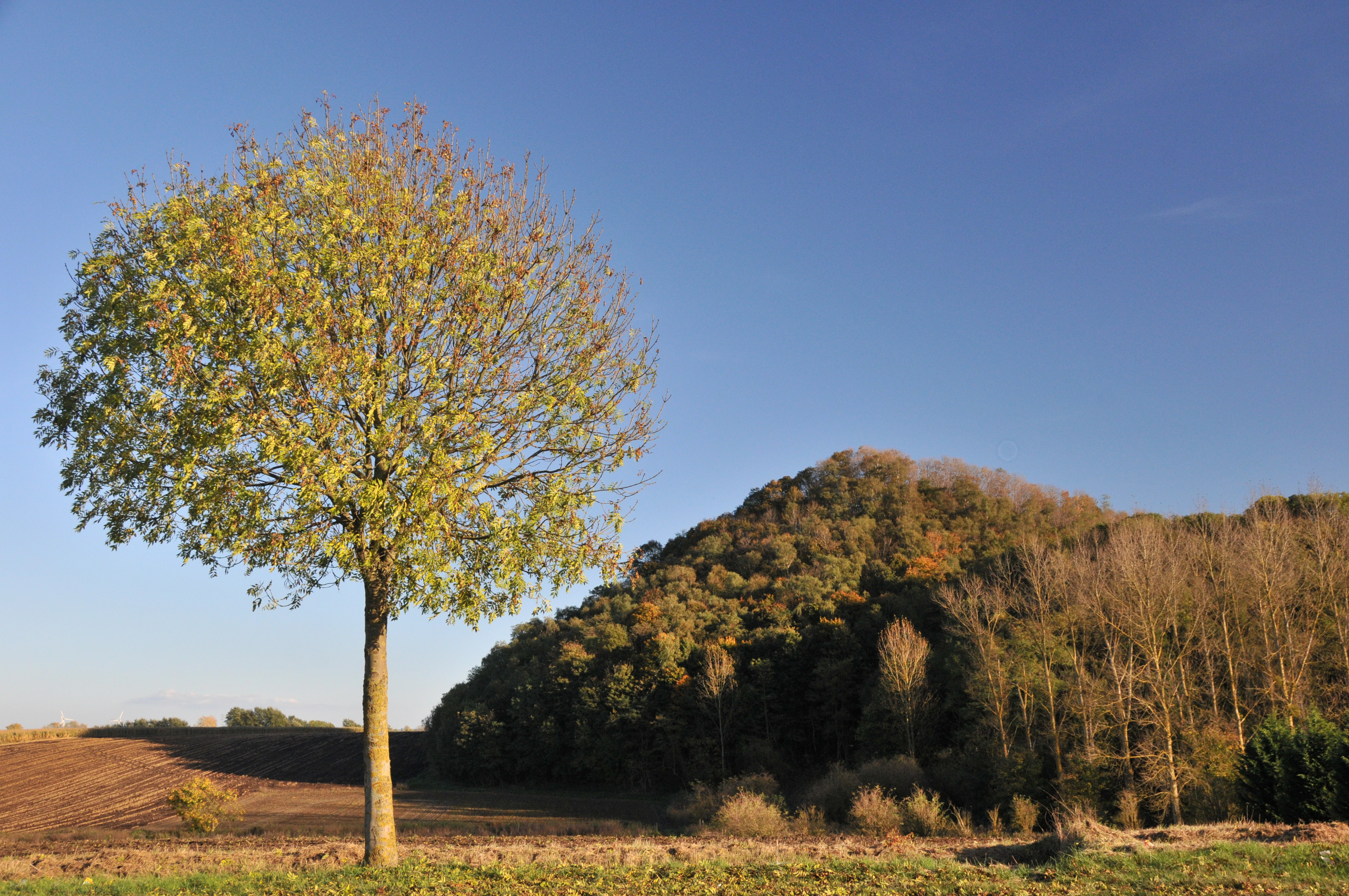
Terril no 12 de Noirchain (commune de Frameries).

Du XVIIIe siècle à 1850, l'économie du Borinage est fondée sur l'exploitation du charbon. Entre 1822 et 1829, la production va plus que doubler dans la région, passant de 602 000 à 1,26 million de tonnes, ce qui représente plus que la production totale de la France et l'Allemagne à l'époque. Le Borinage exportait son charbon en France et en Flandre.

### Mouvement ouvrier
L'activité charbonnière a profondément modelé la réalité sociale du Borinage : la population entière de la région dépend directement ou indirectement de cette industrie. Ouvriers et paysans borains étaient largement confrontés aux mêmes conditions sociales, l'activité minière ayant été le complément nécessaire à l'activité agricole. On trouve d'ailleurs aux XVIIe et XVIIIe siècles des dénominations telles ques "paysans aux houilles", "pauvres paysans des houillères", ou encore "agriculteurs et tireurs de charbon". La région n'a tiré de l'activité charbonnière aucun profit immédiat pour son développement industriel et est restée sous-développée aux XIXe et XXe siècles. En 1993, Jean Puissant décrivait la population boraine comme un prolétariat "misérable, mal payé, en butte aux accidents du travail et aux abus du libéralisme économique intégral".
Le Borinage, tout au long du XIXe siècle forme un foyer d'agitation sociale permanent, où les fréquentes grèves surviennent comme des "mouvements de désespoir spontanés". La population ouvrière était entièrement livrée à elle-même, sans bourgeoisie autochtone ou intelligentsia à-même de former des cadres ou de promouvoir des transformations économiques et sociales. Au mieux existait-il un semblant de classe moyenne composée de petits commerçants et de cabaretiers, dont la survie dépendait ultimement de l'industrie charbonnière.

#### Avant 1830
Gonzalès Decamps décrit également les grèves d'Ancien Régime comme "assez fréquentes, mais peu longues et tout à fait partielles. Les mutinés se bornaient à lâcher le câble d'extraction dans le puits et à cesser l'ouvrage". Il place en 1830 la première grève "moderne", s'étendant à plusieurs charbonnages ou même l'ensemble du bassin charbonnier. Avant cette date charnière, il est à noter l'existence en 1795 d'un épisode de grève s'étalant sur deux semaines, organisé à l'encontre des fonctionnaires français plutôt que les exploitants des infrastructures charbonnières. Ainsi, il semblerait que les mouvements étaient circonscrits à quelques individus isolés, sans grand débordements et s'estompant rapidement. Ce type de protestation persiste au cours des XIXe et XXe siècles, où s'observent des refus de travail de quelques heures à l'initiative d'un ouvrier insatisfait de sa paie ou des remarques d'un porion, parvenant à entraîner ses collègues. Selon le poste occupé, ils sont parfois capables de paralyser entièrement un chantier, « abatteurs » et « scloneurs » bénéficiant de la plus grande marge de manœuvre.
Achille Delattre rapporte également des cas de grèves au XIXe siècle, à la suite d'accidents (comme les coups de grisou) ou en opposition à l'introduction de nouvelles techniques, comme la lampe Davy, le développement de rails ou du chemin de fer.

### Socialisme

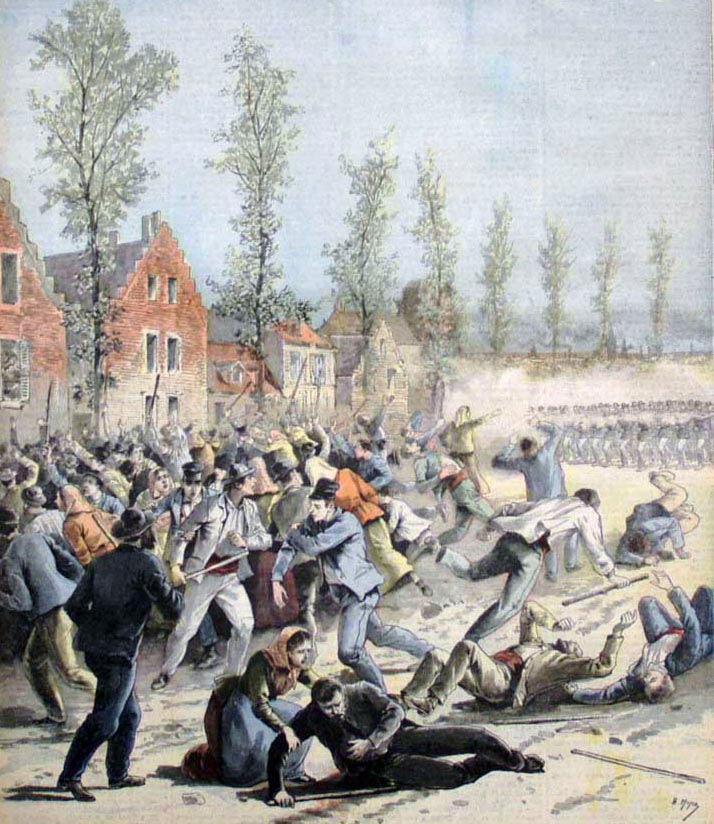
Les Borains (venant de Jemappes) tués par la Garde civique de Mons le 17 avril 1893 (Le Petit Journal, mai 1893).

Le Borinage est l'un des berceaux du Parti socialiste belge fondé en 1885 et dont le texte fondateur est la Charte de Quaregnon adoptée en 1894. Le fait qu'elle ait été approuvée à Quaregnon et non à Mons s'explique par les événements de 1893. Début avril, la Chambre belge rejette une proposition de loi tendant à instaurer le suffrage universel. La Commission syndicale du POB décide alors qu'il y a lieu de décréter la grève générale. Dès le 13 avril, les troubles atteignent une telle violence qu'Henri Pirenne écrit : Les chefs du parti ouvrier s'épouvantent de la tournure des événements. Au Palais de la Nation, l'épouvante est plus grande encore. Le 17 avril une colonne de manifestants progresse depuis Jemappes vers Mons. À la hauteur du lieu-dit Pont-Canal (où s'éleva longtemps la maternité du même nom), quelques compagnies de la Garde civique barrent le passage. Celle-ci tire alors sur la foule des manifestants. On relève sept morts et de nombreux blessés. Le lendemain, la Chambre vote le principe du suffrage universel qui devint effectif l'année suivante, principe tempéré cependant par le vote plural (plus d'une voix pour les capacitaires, les pères de famille, etc.).
Le grave incident à la frontière de Mons et Jemappes provoqua une telle colère dans le monde ouvrier que celui-ci refusa que le Congrès du POB prévu pour 1894 se tienne à Mons. C'est ainsi que le texte fondateur du POB porte le titre de Charte de Quaregnon où s’est finalement tenu le congrès.

### Imprimerie
Le Hainaut est de toutes les provinces celle où l'imprimerie s'est le plus développée vers 1850. C'est particulièrement dans les localités où l'industrie charbonnière était en pleine activité, et où la population s'était accrue dans une si grande proportion, que le besoin d'avoir une presse s'est fait sentir. La première imprimerie du Borinage fut établie à Pâturages par Pierre-Philippe Caufriez. Il y publia en 1844 un journal hebdomadaire sous le titre de L'Écho du Borinage. Caufriez a fait paraître un Almanach borain.

## Politique et administration

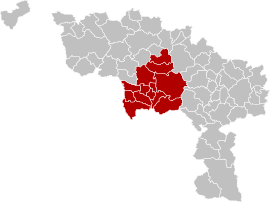
Les 13 communes constituant l'arrondissement Mons-Borinage.

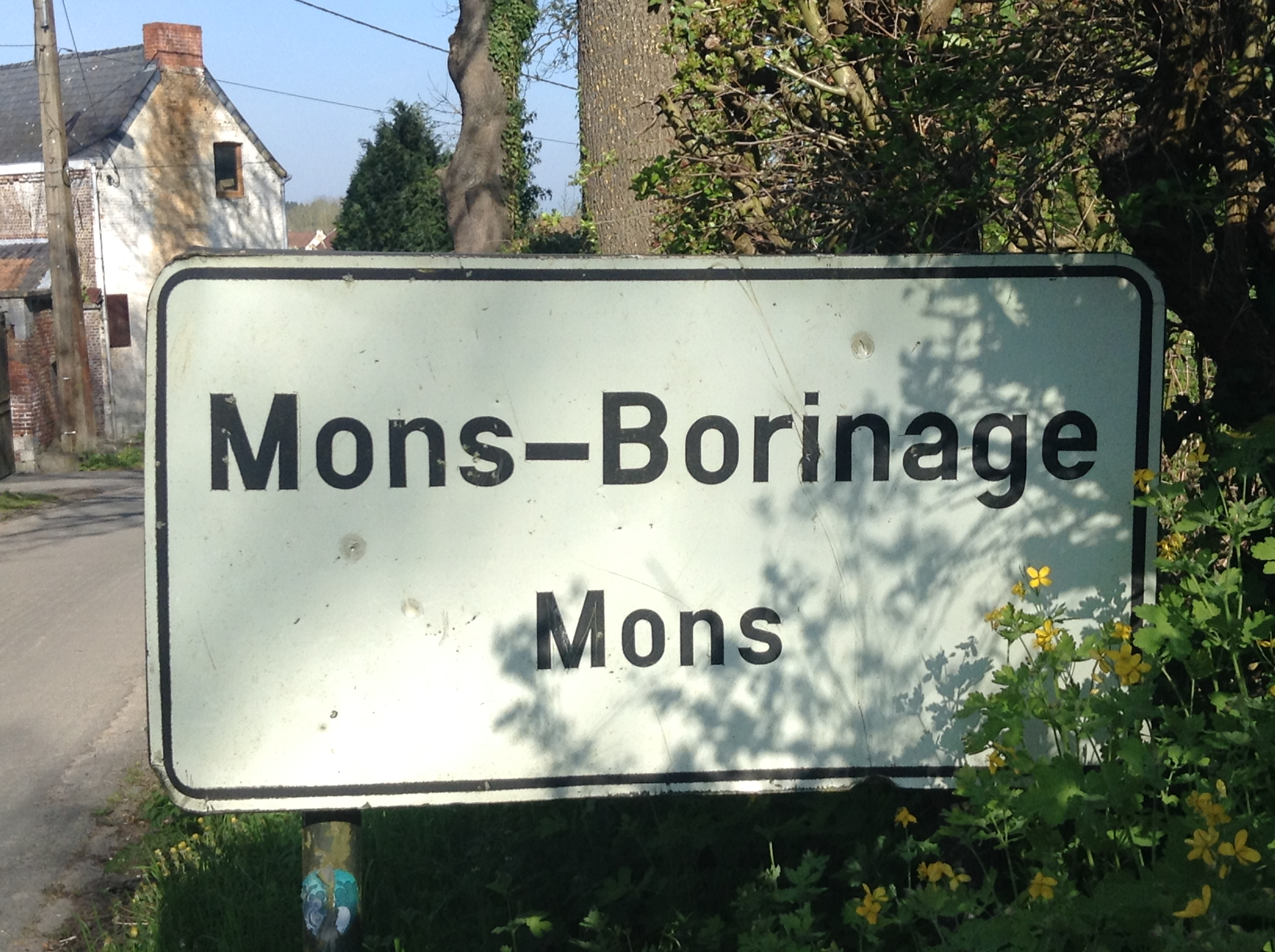
Panneau indiquant l'arrondissement Mons-Borinage, à Hyon.

La fusion des communes de 1977 créa un arrondissement administratif incluant Mons dénommé Mons-Borinage, qui ne correspond pas au Borinage historique. Il est constitué de 13 communes, :
- Boussu regroupant les localités de Boussu, Boussu-Bois et Hornu ;
- Colfontaine regroupant les localités de Wasmes, Pâturages et Warquignies ;
- Dour regroupant les localités de Dour, Blaugies et Élouges ;
- Frameries regroupant les localités de Frameries, La Bouverie, Sars-la-Bruyère, Noirchain et Eugies ;
- Hensies regroupant les localités d’Hainin et Thulin ;
- Honnelles
- Jurbise
- Lens
- Mons regroupant les localités de Jemappes, Cuesmes, Flénu et Ghlin ;
- Quaregnon regroupant les localités de Quaregnon et Wasmuël
- Quévy
- Quiévrain
- Saint-Ghislain regroupant les localités de Saint-Ghislain, Tertre et Hautrage.

## Économie

### Situationsocio-économique
Fonctionnant, jusqu'à leur fermeture, en symbiose avec les mines, l'économie locale éprouve de grandes difficultés à se reconvertir dans d'autres secteurs d'activité. Les conditions économiques et sociales y sont toujours très dures, avec une reproduction de la misère tempérée par les réformes de l'État-providence dans les années 1960.

## Culture

### Langue
Le Borinage compte une langue régionale, le borain, une variété de picard.

### Protestantisme

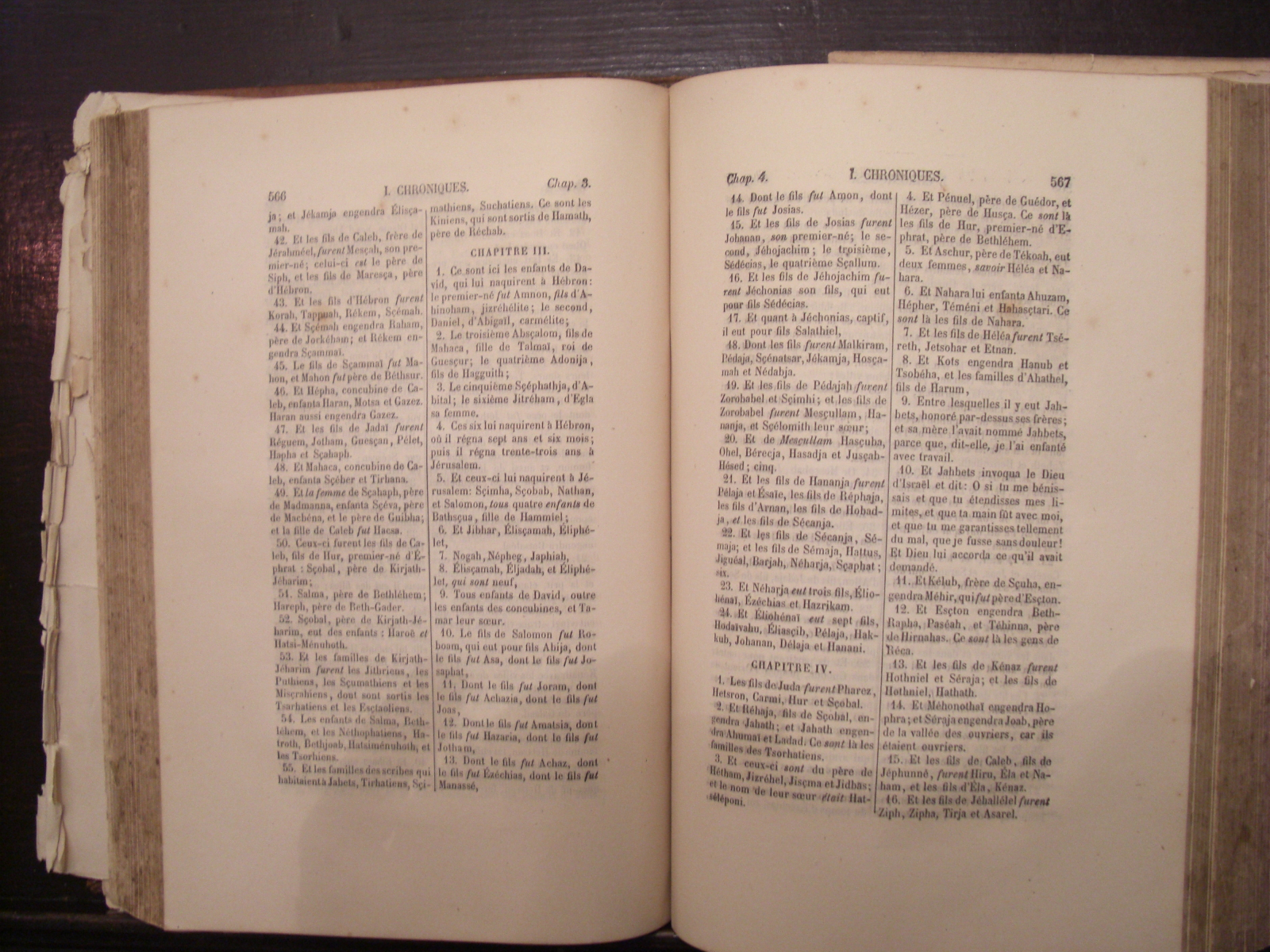
La Bible de van Gogh (à Cuesmes).

Le Borinage abrite une importante communauté protestante depuis la Réforme. Des procès pour hérésies attestent de la présence de luthériens dès la première moitié du XVIe siècle dans le Borinage, et plus spécifiquement à Dour. C'est dans ce contexte que Vincent van Gogh séjourne dans le Borinage comme évangéliste, entre 1878 et 1880.
La séparation en 1579 des Provinces-Unies, protestantes, du reste des provinces méridionales des Pays-Bas espagnols, catholiques, restaure le primat catholique officiel dans les possessions de la couronne d'Espagne, entraînant le retour à la clandestinité des réformés du Borinage, voire leur émigration dans les États allemands du Saint-Empire, dans les Provinces-Unies, vers la principauté de Sedan, voire encore à Canterbury. La répression se poursuivit à l'heure de la domination autrichienne. Un habitant de Dour, un certain Gilles Laurent, en sera d'ailleurs le dernier frappé, condamné au bannissement perpétuel par le Conseil souverain de Hainaut le 13 juin 1750. En réaction, les Protestants de Dour pratiquaient leur foi dans le secret, en privé, de nuit ou dans les bois.
Sous Joseph II fut publié un édit de Tolérance, le 12 novembre 1781, qui vit l'amorce d'une plus grande tolérance religieuse. Cet édit autorisait la liberté de culte privé là où les populations "acatholiques" (principalement Protestants) étaient présentes en nombre suffisant pour supporter le financement des pratiques religieuses, et permettait également la construction de lieu de cultes dans des emplacements approuvés par les autorités civiles, à condition que ces dernières n'aient ni l'apparence d'une église, ni clocher. Un décret complémentaire du 15 décembre 1781 ajoutait comme condition supplémentaire la présence de cent familles de fidèles pour permettre de tels édifices.
Forts de ces nouvelles possibilités, les Protestants de Dour adressent en 1788 une pétition à l'empereur pour permettre l'édification d'un lieu de culte protestant ainsi qu'un ministre officiant pour le culte de leur religion. Ils se rendront la même année à Quiévy, dans le Cambrésis, afin d'y solliciter le pasteur Jean de Visme (1760, Vraignies - 1819, Valenciennes) pour officier à Dour. En 1794, la construction du premier temple protestant de Dour est autorisée au lieu-dit de "La Croisette". Ce temple sera inauguré par Jean de Visme en 1795. Au cours du pastorat de Jean de Visme, la communauté de Dour devint une Église à proprement parler, autorisée à célébrer les sacrements, à s'organiser en un consistoire. Le premier registre protestant de baptêmes s'ouvrit en 1799, et les premiers procès-verbaux de réunions du consistoire datent de novembre 1804.
L'annexion des Pays-Bas autrichiens par la France en 1795 entraîne progressivement l'application des lois républicaines, y compris concernant les régimes de culte, étendant les droits des minorités religieuses, instaurant également une politique de déchristianisation de l'état. En 1802 furent promulgués les Articles organiques des Cultes protestants, réglementant le fonctionnement interne des Églises. À la suite de cette promulgation, l'Église de Dour devint, en 1804, avec l'Église de Rongy, le premier oratoire créé sur le territoire de l'actuelle Belgique. Le nombre de fidèles n'était en effet pas suffisamment important que pour l'Église de Dour soit élevée au rang d'église consistoriale. À cette époque, environ 295 protestants vivent dans le Borinage et le Tournaisis, dont 153 à Dour répartis entre 47 familles.
L'Église protestante de Dour eut un rayonnement important dans le reste du Borinage, notamment à Pâturages, où des réunions protestantes étaient tenues au domicile d'un mineur avant la fondation d'une église locale en 1828, en tant que section de l'Église de Dour. Jonathan de Visme (1792, Quiévy - 1866, Dour) succéda à son père Jean de Visme à la tête de l'Église de Dour. Son œuvre missionnaire s'étendit à La Bouverie, Wasmes, Frameries, Mons, Eugies, Blaugies, Hornu et Baudour, où la présence protestante croissait, valant à Jonathan de Vismes le surnom d'"apôtre du Borinage". Il fut également nommé en 1826, pasteur de la paroisse de Mons, annexée à celle de Dour. Le temple de 1795 fut désaffecté en 1827 et sera démoli après la Seconde Guerre mondiale. Il fit place à un nouveau temple plus vaste, planifié dès 1818.
L'avènement de la Belgique en 1830 désorganisa le culte protestant, entraînant la fermeture de nombreuses églises. Celle de Dour resta en activité, mais ses pasteurs cessèrent d'être payés. La Constitution belge de 1831 légiféra en matière de liberté des cultes, étendu alors au protestantisme. L'Église de Dour fut définitivement sauvegardée par la mise en place de l'Union des Églises protestantes évangéliques du royaume de Belgique le 23 avril 1839, réinstaurant les acquis obtenus à l'époque du royaume uni des Pays-Bas.
Le temple de Pâturages fut inauguré en 1842. La paroisse locale fondée en 1828 prit son indépendance vis-à-vis de celle de Dour en 1858. La Bouverie obtint son temple en 1853, et sa communauté fut annexée à celle de Dour en 1856.

#### Investissement scolaire
L'enseignement était une préoccupation fondamentale des Églises protestantes belges au XIXe siècle, cherchant à promouvoir l'alphabétisation et l'instruction des enfants, tout en veillant à les soustraire à l'influence catholique.
En 1838, une école protestante pour garçons fut ouverte à Dour, dans le quartier de Petit-Hainin, comptant au départ entre 16 et 20 élèves. La commune prit en charge une partie du financement de l'école à partir de 1844. Cette école sera victime de la loi organique de l'enseignement primaire de Pierre Van Humbeek, interdisant aux communes de subsidier les écoles libres. L'école ferma ainsi le 31 mars 1880.

### Folklore
- Procession de la Pucelette et tour de Wasmes
- Dragon de Wasmes

## Arts

### Cinéma
Les films suivants ont pour cadre le Borinage :
- Funérailles de M. Delporte, à Dour, d'Isidore Moray (1914)
- La procession de la Pucelette, d'Antoine Castille (1926)
- Misère au Borinage, d'Henri Storck et Joris Ivens (1933)
- Autour du Borinage, de Jean Fonteyne (1933-1936)
- La Vie passionnée de Vincent Van Gogh (1956) de Vincente Minnelli avec Kirk Douglas, partiellement tourné dans les villages de Hornu et Wasmes.
- Déjà s'envole la fleur maigre, de Paul Meyer (1960)
- Le circuit de la mort au Borinage, de Paul Meyer (1961 ; réalisé pour la télévision[39])
- La présence désolée (1965) d'André Cavens, court-métrage (15 minutes), d'après une nouvelle de Thomas Owen, tourné au Grand-Hornu[40].
- À chacun son Borinage, Images d'Henri Storck, de Wieslaw Hudon (1978)
- Papotages à Pâturages, de Richard Olivier (1990 ; réalisé pour la télévision)
- La Belgiq'kitsch, de Richard Olivier (1990 ; réalisé pour la télévision), séquence tournée à Petit-Wasmes
- Les Enfants du Borinage, lettre à Henri Storck, de Patric Jean (2000)
- D'arbres et de charbon, de Bénédicte Liénard (2012)

#### Cinéastes
- Jean-Louis Colmant (1926-2001), né à Dour.
- Jean-Marie Buchet, né en 1938 à Jemappes.
- Bénédicte Liénard, née en 1965 à Frameries.
- Patric Jean, né en 1968 à Mons.

### Peinture
- Vincent van Gogh a vécu à Pâturages, Petit-Wasmes et Cuesmes. Voir Aquarelle du fief de Lambrechies, une œuvre méconnue du peintre.
- Constantin Meunier, Cabaret du Borinage (1904), Musée de Tournai

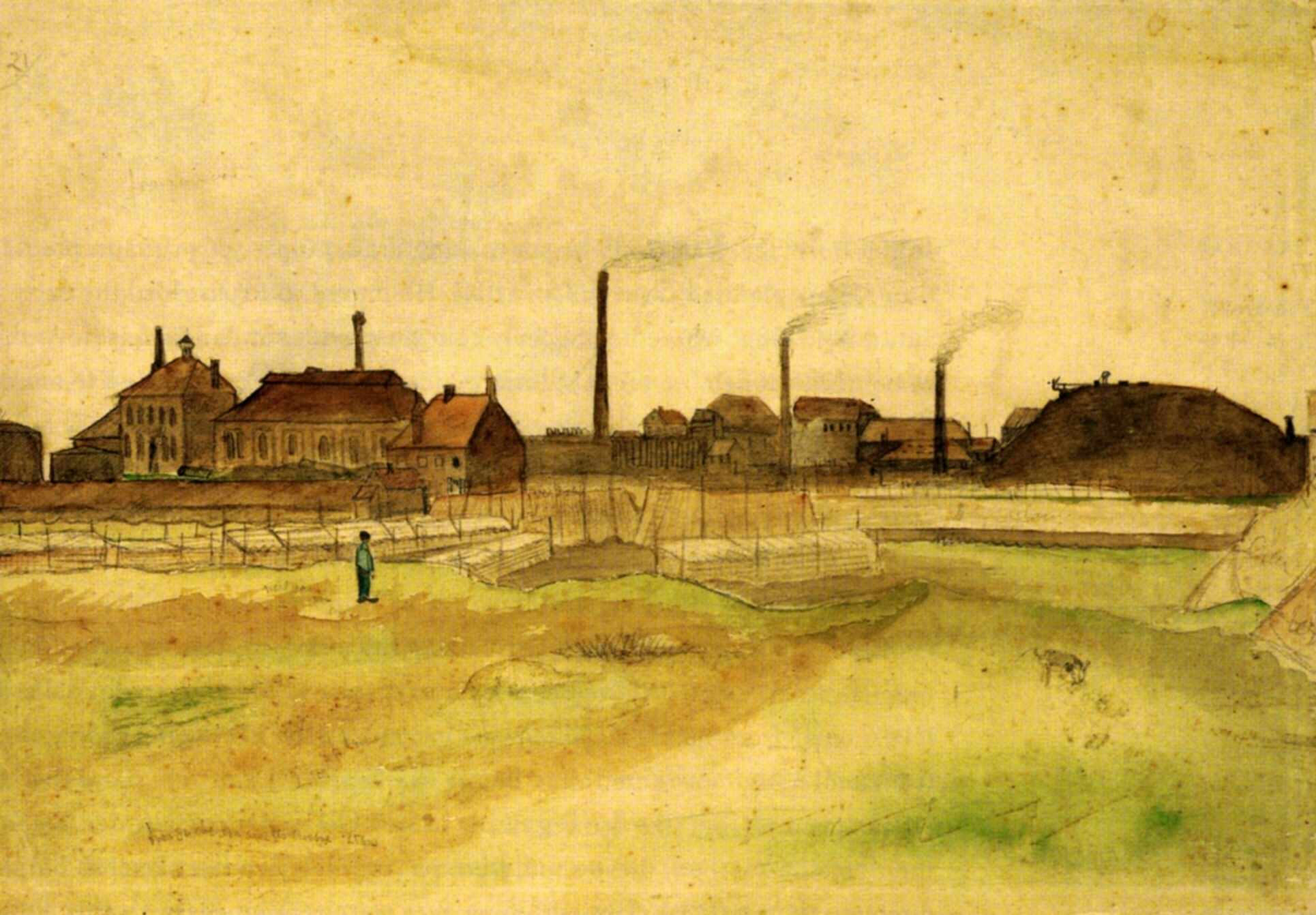
Le village de Cuesmes peint par Vincent van Gogh en 1879.

### Dessin
- Armand Simon (Pâturages, 1906 - 1981), surréaliste du Hainaut

### Littérature

#### Auteurs
- Joseph Dufrane dit Bosquétia (1833-1906), né à Frameries
- Louis Piérard (1886-1951), né à Frameries
- Henri Tournelle (1893-1961), né à Quaregnon
- Robert Delcourt (1902-1967), né à Quaregnon
- Constant Malva (1903-1969), né à Quaregnon
- André Capron (professeur) (1928-2018), né à Pâturages
- Marcel Moreau (1933-2020), né à Boussu
- Carl Norac, né en 1960 à Mons

#### Album jeunesse
Dans Le Noir Quart d'heure, album illustré par Emmanuelle Eeckhout, publié en 2015, l'écrivain Carl Norac s'intéresse à la mine, et au bassin houiller de ses lieux d'enfance, près de sa ville natale de Mons, dans le Borinage, où il a également été guide au musée du Grand-Hornu, ancien complexe industriel de charbonnages. Le Noir Quart d'heure du titre reprend une tradition de cette région, celle de lire un texte dans l'obscurité.

#### Bandes-dessinées
- Jacques Stoquart (1931-2018), né à Frameries
- Louis Savary, né en 1938 à Wasmes
- Claude Renard (1946-2019), né à Boussu
- Yves Vasseur, né en 1951 à Quiévrain
- Antonio Cossu a étudié à Saint-Ghislain et enseigné à Jemappes[42].
- René Sterne (1952-2006), né à Jemappes

### Photographie
- Norbert Ghisoland (1878-1939), né à La Bouverie et mort à Frameries où il travaillait.

### Musique

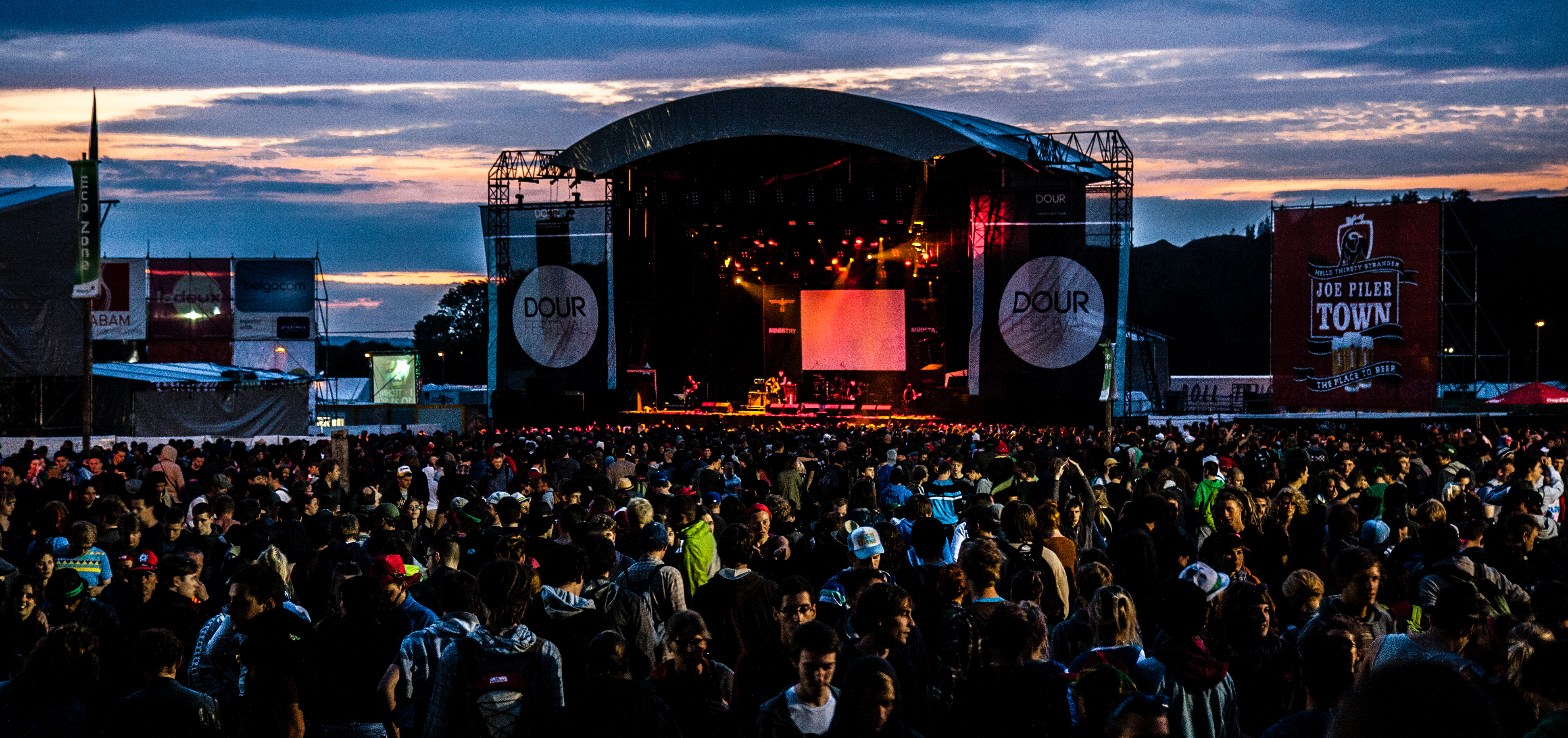
Le Festival de Dour.

#### Chanteur
- Salvatore Adamo (1943), né en Sicile, il a grandi à Jemappes dès 1947.

#### Chorale
- Chorale des Mineurs du Borinage, chœur d'hommes, fondé en 1922.

#### Festival
- Festival de Dour, festival européen de musique alternative.

#### Chanson
- On est borègne, chanson populaire du Borinage.

### Lithographie
En 1996, Bruno Robbe reprend l’atelier de lithographie fondé en 1949 à Frameries par son grand-père Arthur Robbe (1923-1995). Il travaille à la commande pour des galeries, des musées et des artistes. À partir de 1999, il devient également éditeur de luxueux livres d'art à tirage limité.

### Théâtre
Le comédien Jean-Claude Derudder, né à Quiévrain en 1943, participe à des spectacles en patois picard du Borinage.

## Gastronomie
- Le pagnon borain est un plat s'apparentant à la tarte au sucre.
- La Bière Darbyste est une boisson fermentée à base de figues, d'orge et de blé non maltés, de sucre et de blanc d'œufs. La recette aurait été popularisée par les frères darbystes, à l'origine d'une communauté anglo-protestante dans le Borinage. Elle a été classée parmi les 5 meilleures bières du monde par le New York Times.

## Sport
- Le Royal Francs-Borains est le club de football phare de la région.
- Le Royal Albert Quévy-Mons est né à la suite de la fusion entre le RAEC Mons et le petit club de Quévy.

## Tourisme
- La Maison Van Gogh de Cuesmes et la Maison Van Gogh de Wasmes.
- Musée des arts contemporains de la Fédération Wallonie-Bruxelles (MAC's).
- Grand-Hornu, inscrit au patrimoine mondial de l'UNESCO.
- Château de Boussu.

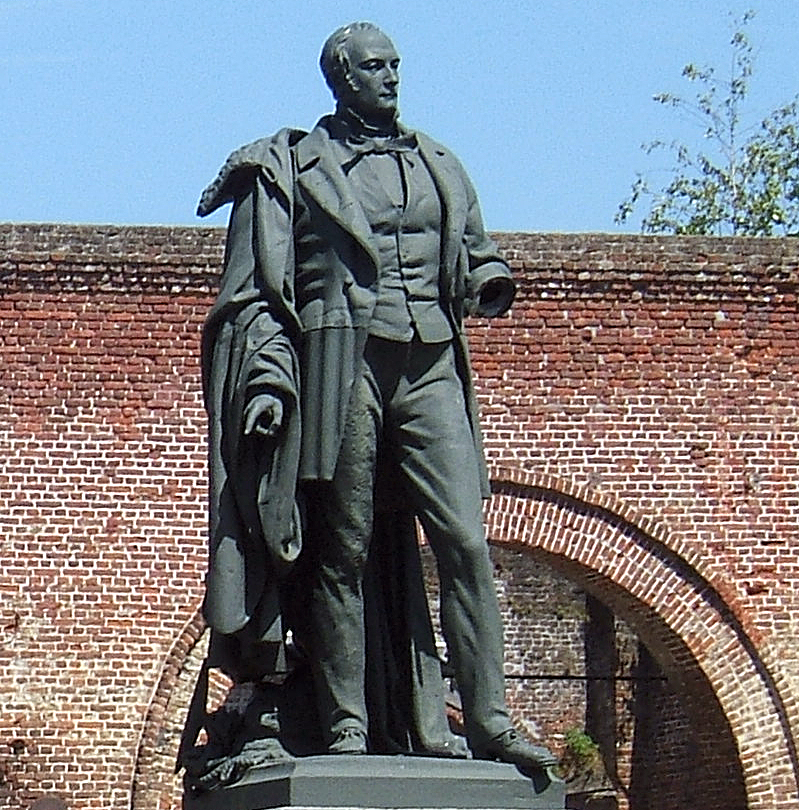
Vue de la statue de Henri De Gorge fondateur du Grand Hornu.
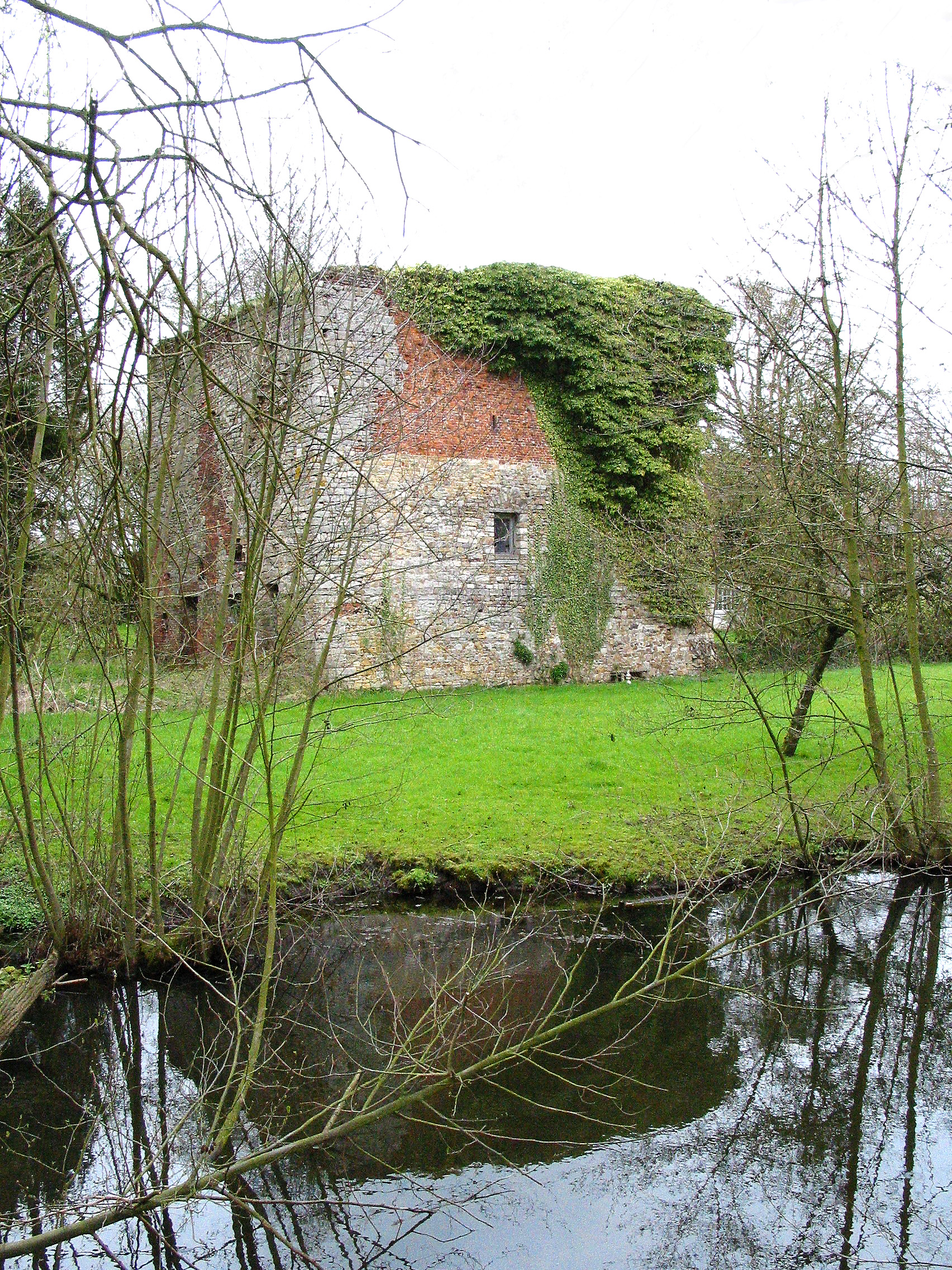
Vestiges du château de Sars-la-Bruyère.
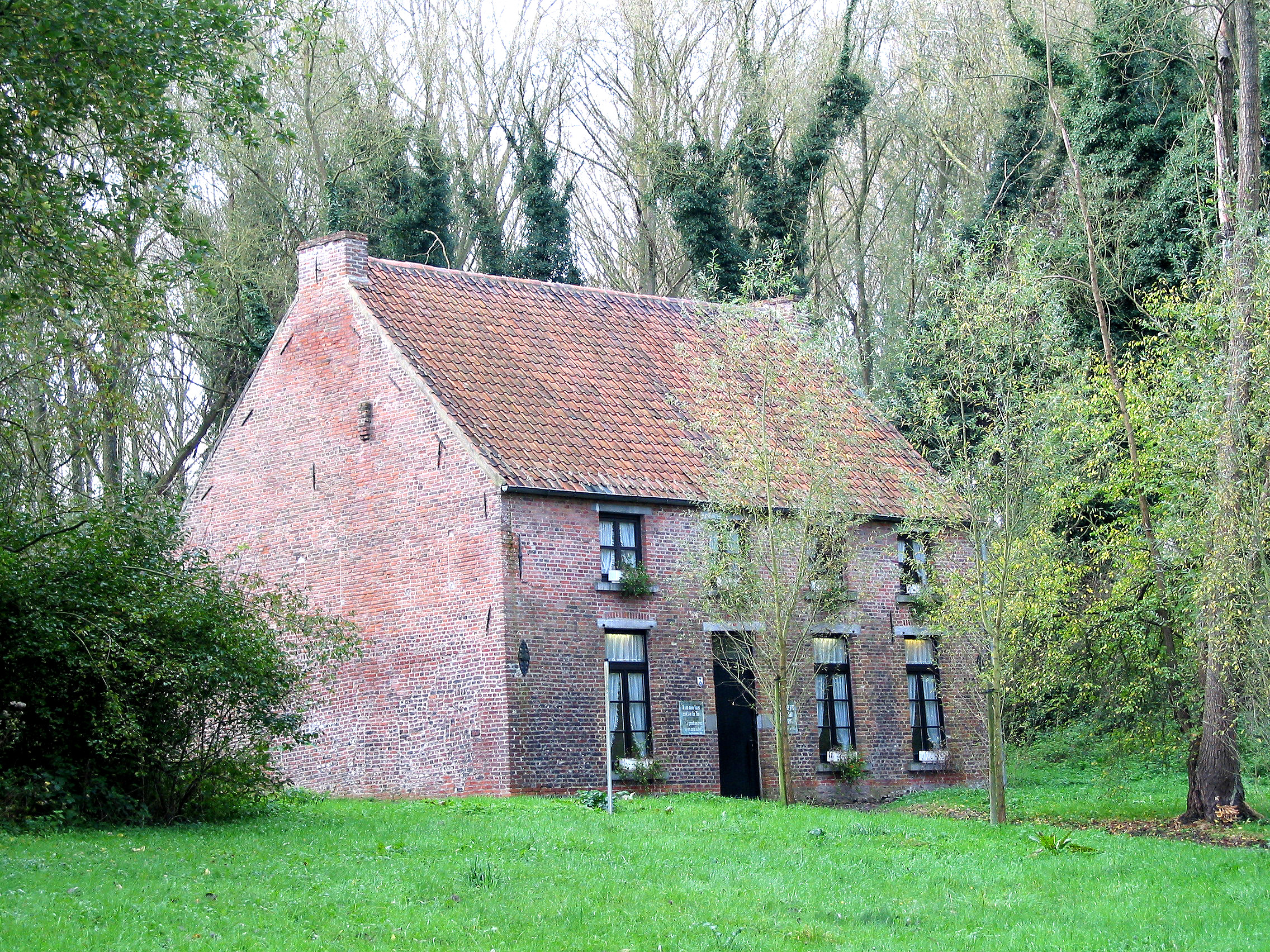
La Maison Van Gogh de Cuesmes.
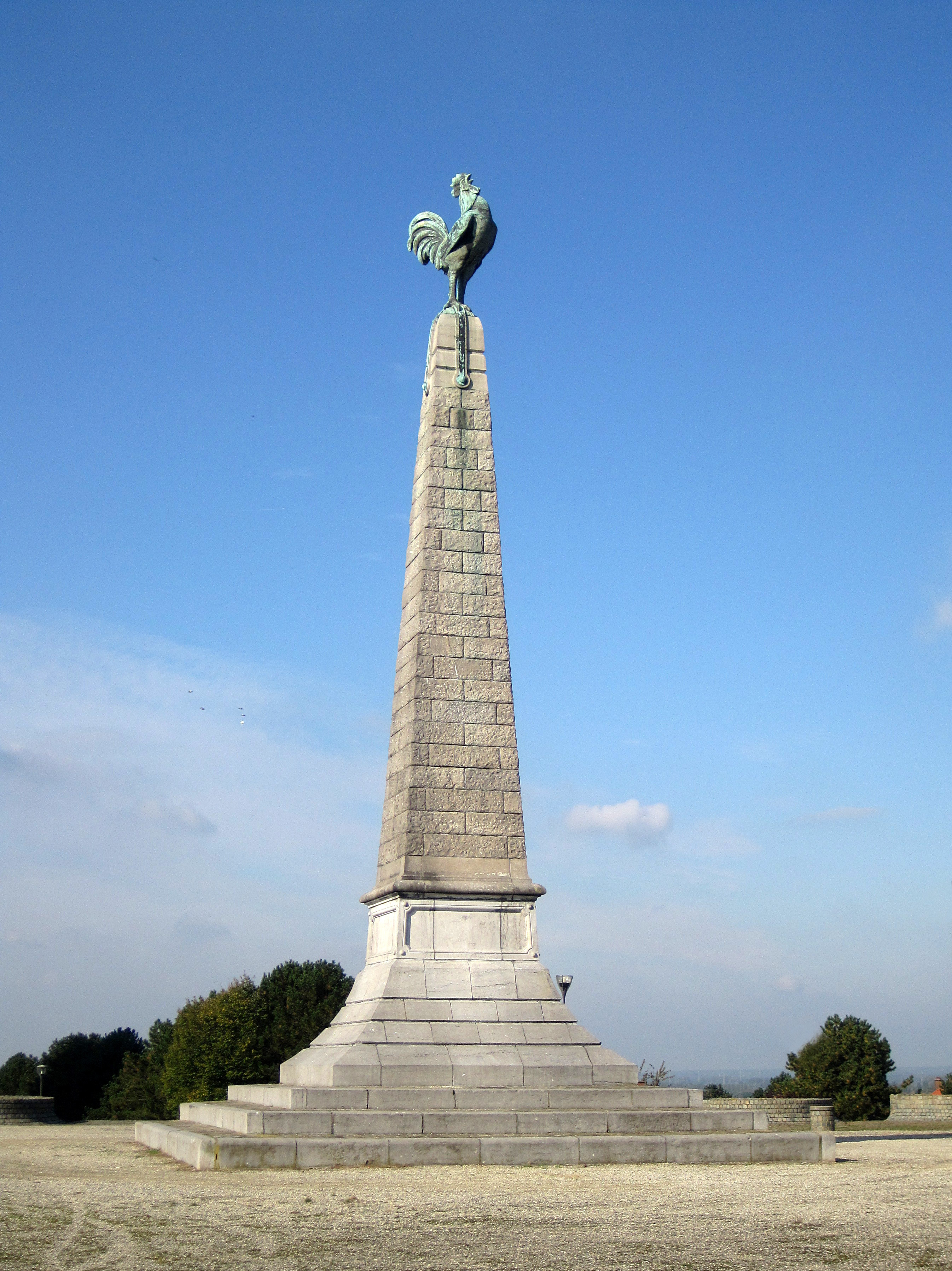
Le « Coq de Jemappes », qui commémore la bataille de Jemappes.

## Personnalités
- Salvatore Adamo (né en 1943) : chanteur auteur-compositeur italo-belge, a grandi à Jemappes.
- Arthur Bastien (1855-1918 ) : né à Ghlin, homme politique socialiste wallon du POB.
- Isabelle Blume (1892-1975) : née à Baudour, deuxième femme parlementaire, militante fémininste, antifascite. Socialiste (exclue du parti socialiste en 1951), parlementaire indépendante rejoint le parti communiste en 1964, conseillère communale communiste d'Hornu en 1965.
- Alphonse Brenez (1862-1933) : né à Hornu, homme politique et syndicaliste socialiste wallon.
- Modeste Carlier (1820-1878) : né à Wasmuel, peintre belge, lauréat du prix de Rome belge de peinture en 1850.
- Georges Cordier (1901-1941) : né à Boussu, homme politique et syndicaliste communiste wallon, membre du Parti communiste de Belgique.
- Walter Dauge (1907-1944) : originaire de Flénu, homme politique belge, proche du trotskisme.
- Alfred Defuisseaux (1843-1901) : né à Mons, avocat et un homme politique socialiste et républicain.
- Joseph Dufrane dit Bosquétia (1833-1906) : né à Frameries, écrivain belge d'expression picarde.
- Jules Dufrane (1848-1935) : né à Frameries, homme politique socialiste belge.
- Freddy Deghilage (1943-2011) : né à Hornu, homme politique belge, membre du Parti socialiste.
- Eugène Degorge, (1825-1907) : né à Boussu, homme politique libéral belge.
- Stanislas Dotremont (1893-1969) : né à Boussu, écrivain catholique belge de langue française.
- Jacques Dupuis (1914-1984) : né à Quaregnon, architecte belge.
- Paul Hankar (1859-1901) : né à Frameries, architecte et designer belge, un des principaux représentants de l’Art nouveau.
- Juvénal Gandibleux (1900-1969) : né à Quaregnon, homme politique et syndicaliste wallon, membre du Parti communiste de Belgique.
- Jules Godart (1877-1909) : né à Quaregnon, un chanteur lyrique belge.
- Jules Guérin (1801-1886) : né à Boussu, médecin belge, fondateur de l’Institut orthopédique de Paris.
- Françoise Houdart (née en 1948 à Boussu) : écrivaine belge d'expression française.
- Jean Huard (1928-2002) : né à Boussu, 99e évêque du diocèse de Tournai.
- Albert Liénard (1938-2011) : né à Quaregnon et mort à Frameries, homme politique belge, membre du cdH.
- Constant Malva (1903-1969) : né à Quaregnon, mineur et écrivain prolétarien belge.
- Désiré Maroille (1862-1919) : né à Frameries, homme politique socialiste wallon du Parti ouvrier belge (POB).
- Camille Moury (1873-1924 ) : né et mort à Dour, homme politique socialiste wallon du POB .
- Henri Roger (1861-1917) : mort à Quaregnon, homme politique du Parti Ouvrier Belge.
- Louis Piérard (1886-1951) : né à Frameries, homme politique belge et un militant wallon.
- François Pirette (né en 1963) : humoriste belge, est né à Mons et a grandi à Jemappes
- Auguste Toubeau (1855-1912) : né à Frameries, syndicaliste professionnel et socialiste.
- Henri Tournelle (1893-1959) : né à Quaregnon, dramaturge auteur, notamment, de nombreuses pièces en borain.
- Philibert Verdure (1857-1939) : né et mort à Mons, journaliste et homme politique socialiste wallon du POB.

### Ouvrage jeunesse
- Carl Norac, illustrations d'Emmanuelle Eeckhout, Le Noir Quart d'heure[41], Pastel, L'École des loisirs, 2015

### Sources
- Jean-Marie Laurent, Dictionnaire Borin-Français, Édition du Sablier, Ghlin, 1996